# Нікольське (Алеутський округ)
Ні́кольське (рос. Никольское) — село, єдиний населений пункт та адміністративний центр Алеутського округ Камчатського краю Російської Федерації.
Населення становить 718 (2018) осіб.
Село розташоване на острові Беринга — найбільшому з Командорських островів.

## Історія
Засноване 1826 року переселенцями з острова Атту (один з Алеутських островів).
Постановою ВЦВК від 10 січня 1932 року з острівного Алеутського тубільного району був утворений Алеутський національний район з адміністративним центром у селищі Нікольському на острові Беринга.
На початок XXI століття Нікольське залишилося єдиним населеним пунктом на архіпелазі. Раніше існували також населені пункти Сєверне, Саранне на острові Беринга та Преображенське на острові Мідний, жителі яких були переселені до Нікольського у 1960-х роках.

## Населення
| 1888 | 1926 | 1939 | 1959 | 1970  | 1979  | 1989  |
| ---- | ---- | ---- | ---- | ----- | ----- | ----- |
| 342  | ↘180 | ↗252 | ↗565 | ↗1023 | ↗1240 | ↗1356 |
| 2002 | 2005 | 2009 | 2010 | 2012  | 2013  | 2014  |
| ↘808 | ↘752 | ↘613 | ↗676 | ↗705  | ↘691  | ↗692  |
| 2015 | 2016 | 2017 | 2018 |       |       |       |
| ↘637 | ↗683 | ↗688 | ↗718 |       |       |       |

## Економіка
Нинішня економіка базується переважно на рибальстві, особливо на вилові лососевої ікри, збиранні грибів, а також на державних послугах і субсидіях. Попри те, що жителі острова живуть у середовищі, надзвичайно багатому на дику природу, вони дуже обмежені у використанні цих ресурсів, оскільки майже весь острів є природним заповідником. 
У роки після розпаду Радянського Союзу було поширене браконьєрство на рибу, песця, північного оленя (який був завезений на острів) і перелітних водоплавних птахів, але видобуток морських ссавців практично відсутній через сувору охорону.

## Транспорт
Нікольське обслуговується аеропортом Нікольське.

## Клімат
Як і решта території Камчатського краю, Нікольське має субарктичний клімат (Dfc), хоча океан робить температури набагато менш екстремальними, ніж у внутрішніх районах Сибіру, а зими приблизно на чотири градуси м'якші, ніж у Петропавловську-Камчатському. Перехід до субполярного океанічного клімату на південному заході Аляски на сході дуже помітний, особливо в умовах надзвичайно малої кількості сонячних годин, які в середньому становлять лише близько 2,8 на день через постійні тумани з Алеутського мінімуму і течії Ояшіо на його західному фланзі. Екстремальні температури коливалися від -23,5 до 21,4 °C, причому остання була зафіксована 30 червня 1938 року.
| Клімат Острова Берінг (1899-2018)          | Клімат Острова Берінг (1899-2018) | Клімат Острова Берінг (1899-2018) | Клімат Острова Берінг (1899-2018) | Клімат Острова Берінг (1899-2018) | Клімат Острова Берінг (1899-2018) | Клімат Острова Берінг (1899-2018) | Клімат Острова Берінг (1899-2018) | Клімат Острова Берінг (1899-2018) | Клімат Острова Берінг (1899-2018) | Клімат Острова Берінг (1899-2018) | Клімат Острова Берінг (1899-2018) | Клімат Острова Берінг (1899-2018) | Клімат Острова Берінг (1899-2018) |
| Показник                                   | Січ.                              | Лют.                              | Бер.                              | Квіт.                             | Трав.                             | Черв.                             | Лип.                              | Серп.                             | Вер.                              | Жовт.                             | Лист.                             | Груд.                             | Рік                               |
| Абсолютний максимум, °C                    | 5,4                               | 5,1                               | 8,8                               | 10,2                              | 13,6                              | 21,5                              | 21,4                              | 21,0                              | 18,5                              | 12,7                              | 9,2                               | 7,4                               | 21,5                              |
| Середній максимум, °C                      | −1,7                              | −1,7                              | −0,4                              | 1,3                               | 4,7                               | 7,7                               | 11,3                              | 13,3                              | 11,8                              | 7,2                               | 2,8                               | −0,5                              |                                   |
| Середня температура, °C                    | −3,2                              | −3,4                              | −1,9                              | −0,1                              | 2,9                               | 5,9                               | 9,6                               | 11,7                              | 10,3                              | 5,7                               | 1,4                               | −2                                |                                   |
| Середній мінімум, °C                       | −5,3                              | −5,4                              | −3,8                              | −1,6                              | 1,5                               | 4,6                               | 8,3                               | 10,4                              | 8,7                               | 3,9                               | −0,4                              | −3,9                              |                                   |
| Абсолютний мінімум, °C                     | −21                               | −23,5                             | −21,9                             | −13,9                             | −9,6                              | −2,3                              | −0,5                              | −0,1                              | −2,9                              | −8,5                              | −15,4                             | −19,9                             | −23,5                             |
| Середня кількість сонячних годин на місяць | 31,0                              | 56,5                              | 99,2                              | 120,0                             | 102,3                             | 84,0                              | 74,4                              | 108,5                             | 123,0                             | 111,6                             | 54,0                              | 27,9                              |                                   |
| Норма опадів, мм                           | 81.3                              | 53.9                              | 50.8                              | 52.6                              | 79.0                              | 50.3                              | 54.9                              | 96.3                              | 67.3                              | 84.3                              | 69.1                              | 67.8                              |                                   |
| Днів з опадами                             | 13,8                              | 12,7                              | 11,4                              | 9,6                               | 7,7                               | 6,2                               | 7,6                               | 10,4                              | 10,8                              | 14,2                              | 15,0                              | 15,1                              |                                   |
| ------------------------------------------ | --------------------------------- | --------------------------------- | --------------------------------- | --------------------------------- | --------------------------------- | --------------------------------- | --------------------------------- | --------------------------------- | --------------------------------- | --------------------------------- | --------------------------------- | --------------------------------- | --------------------------------- |